# Grafschaft Aalst

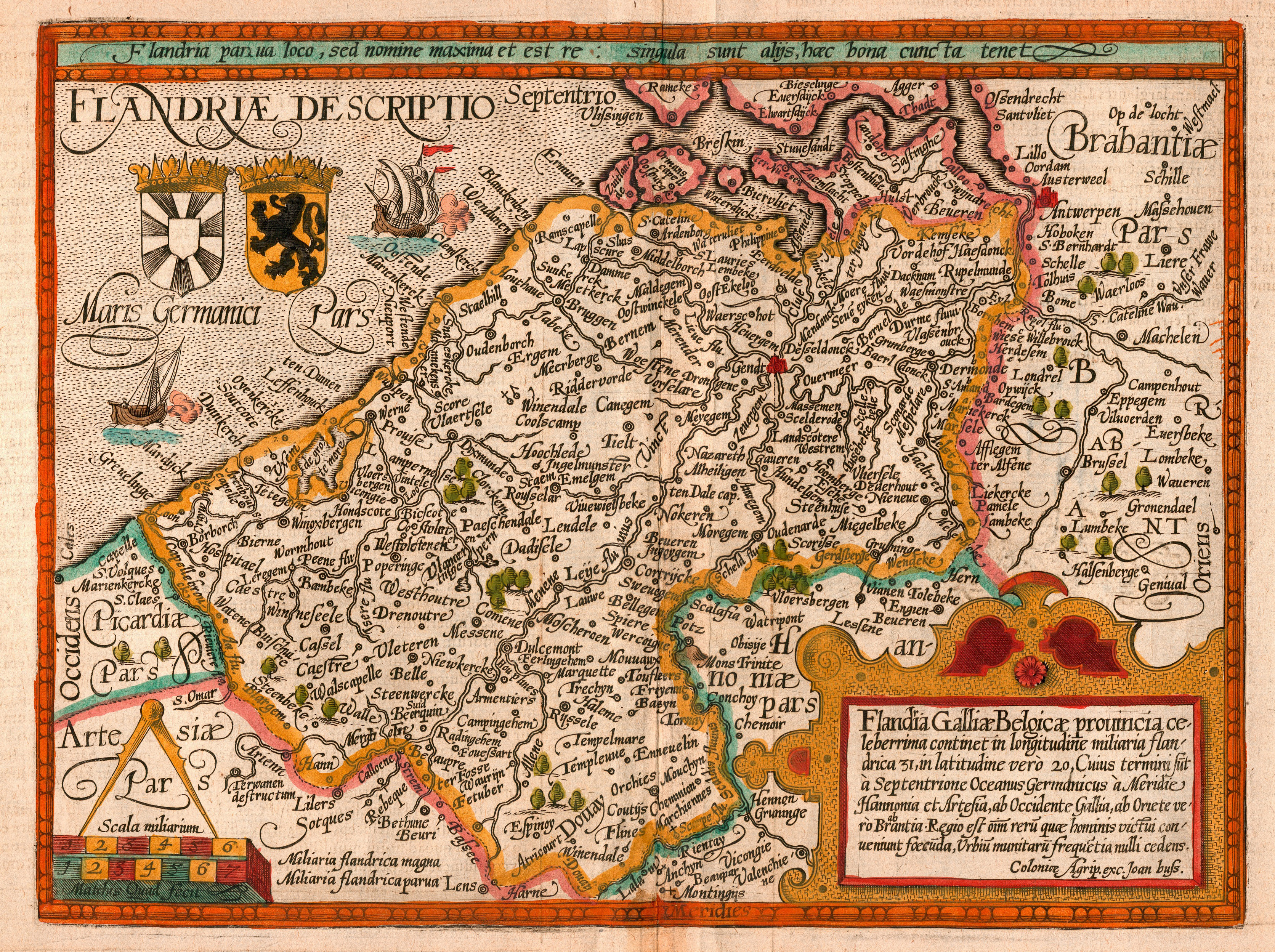
Historische Karte Flanderns (um 1609) von Matthias Quad

Die Grafschaft Aalst, benannt nach der 870 erstmals genannten Burg Aalst, gehörte über die Grafschaft Flandern zum Burgundischen Reichskreis. Im Jahr 1056 war die Grafschaft Aalst als Reichslehen (Reichsflandern) an die Grafen von Flandern gekommen, als Nachfolger der seit 964 bekannten Grafen von Aalst. Mit Flandern gelangte die Grafschaft Aalst 1384/85 an das Herzogtum Burgund und mit diesem 1477 an Habsburg. Im Jahr 1794 fiel die Herrschaft an Frankreich und 1814 an das Königreich der Vereinigten Niederlande. Nach der Teilung der Vereinigten Niederlande aufgrund der Belgischen Revolution im Jahr 1830 kam die Grafschaft Aalst an Belgien.